# Georgie (singolo)
Georgie è l'undicesimo singolo della cantante italiana Cristina D'Avena, pubblicato nel 1984.

## Descrizione
Georgie è una canzone scritta da Alessandra Valeri Manera su musica di Alberto Baldan Bembo e Vladimiro Albera; essa è stata realizzata per essere la sigla, di apertura e di chiusura italiana, dell'anime Georgie. Il singolo raggiunse la sedicesima posizione nella classifica dei singoli più venduti d'Italia durante l'anno di pubblicazione.
Alcune fonti ufficiali attribuirebbero la musica del brano anche ad Augusto Martelli, il quale però non compare accreditato da nessun supporto fonografico. Nel 2018 l'artista incide nuovamente la canzone in una versione nuovamente arrangiata in un duetto con Dolcenera.

## Tracce
Lato A
1. Georgie – 2:30 (testo: Alessandra Valeri Manera – musica: Alberto Baldan Bembo, Vladimiro Albera; edizioni musicali Canale 5 Music)

Lato B
1. Georgie (Strumentale) – 2:30 (musica: Alberto Baldan Bembo, Vladimiro Albera; edizioni musicali Canale 5 Music)

## Versione del 2018
- Luca Mattioni – arrangiamento, tastiere, Fender Rhodes, programmazioni
- Francesco Ambrosini – cori, registrazione allo Stripe Studio, Milano
- Marco Barusso – mixing allo BRX Studio (MI)
- Giorgio Secco – chitarre
- Andrea Torresani – basso
- Nik Taccori – batteria e percussioni
- Alessandro "Gengy" Di Guglielmo – mastering a Elettroformati (Milano)

## Pubblicazioni all'interno di album e raccolte
Georgie è stato inserito all'interno di:
| Anno | Album                                                                           | Titolo  | Versione                                            |
| ---- | ------------------------------------------------------------------------------- | ------- | --------------------------------------------------- |
| 1984 | Fivelandia 2                                                                    | Georgie | Versione originale                                  |
| 1987 | Fivelandia Collection                                                           | Georgie | Versione originale                                  |
| 1987 | Fivelandia TV                                                                   | Georgie | Videoclip utilizzato per la trasmissione televisiva |
| 1989 | Cristina D'Avena e i tuoi amici in TV 3                                         | Georgie | Versione originale                                  |
| 1991 | I grandi successi di Fivelandia                                                 | Georgie | Versione originale                                  |
| 2002 | Greatest Hits                                                                   | Georgie | Versione originale                                  |
| 2002 | Greatest Hits - Volume 1                                                        | Georgie | Versione originale                                  |
| 2004 | Cartoon Story                                                                   | Georgie | Versione originale                                  |
| 2006 | Fivelandia 1 & 2                                                                | Georgie | Versione originale                                  |
| 2006 | Fivelandia 2                                                                    | Georgie | Versione originale                                  |
| 2007 | Cristina D'Avena e i tuoi amici in TV 20                                        | Georgie | Versione originale                                  |
| 2011 | Il meglio di Cristina D'Avena                                                   | Georgie | Versione originale                                  |
| 2012 | Bim Bum Bam Compilation                                                         | Georgie | Versione originale                                  |
| 2012 | 30 e poi... - Parte prima                                                       | Georgie | Versione originale                                  |
| 2015 | Fivelandia Story                                                                | Georgie | Versione originale                                  |
| 2015 | Cristina D'Avena                                                                | Georgie | Versione originale                                  |
| 2016 | #le sigle più belle                                                             | Georgie | Versione originale                                  |
| 2017 | I grandi classici - Le sigle storiche dei cartoni di Canale 5, Italia 1, Rete 4 | Georgie | Versione originale                                  |
| 2018 | #le sigle più belle                                                             | Georgie | Versione originale                                  |
| 2018 | Duets Forever - Tutti cantano Cristina                                          | Georgie | Versione 2018 in duetto con Dolcenera               |
| 2018 | Fivelandia Reloaded - Volume 2                                                  | Georgie | Versione originale                                  |
| 2018 | Le più belle sigle TV di Bim Bum Bam                                            | Georgie | Versione originale                                  |